# Mahenes semifasciata
Mahenes semifasciata är en skalbaggsart som beskrevs av Aurivillius 1922. Mahenes semifasciata ingår i släktet Mahenes och familjen långhorningar.
Artens utbredningsområde är Seychellerna. Inga underarter finns listade i Catalogue of Life.